# 東奧克蘭鎮區 (伊利諾伊州科爾斯)
東奧克蘭鎮區（英語：East Oakland Township）是位於美國伊利諾伊州科爾斯縣的一個行政鎮區。

## 地方資料
根據2010年美國人口普查的數據，東奧克蘭鎮區的面積為101.90平方千米，當中陸地面積為101.70平方千米，而水域面積為0.20平方千米。當地共有人口1369人，而人口密度為每平方千米13.43人。